# James Bougault
Pour les articles homonymes, voir Bougault.
'James Bougault' est un cultivar de rosier obtenu en 1887 par le rosiériste français Renault.

## Description
Ce rosier hybride remontant présente de moyennes à grandes fleurs blanches globuleuses aux délicates nuances rose pâle, devenant de plus en plus blanches au fur et à mesure. Elles sont doubles et pleines (17-25 pétales). Elles sont très parfumées et fleurissent tout au long de la saison .
Son buisson s'élève à 120 cm pour 90 cm d'envergure.
Sa zone de rusticité est de 6b à 9b ; il résiste donc aux hivers froids.
La variété 'James Bougault' est un sport du rosier 'Auguste Mie' (Laffay, 1851). On peut l'admirer à la roseraie du Val-de-Marne à L'Haÿ-les-Roses et en Allemagne à l'Europa-Rosarium de Sangerhausen.